# Мистік-Айленд (Нью-Джерсі)
Мистік-Айленд (англ. Mystic Island) — переписна місцевість (CDP) в США, в окрузі Оушен штату Нью-Джерсі. Населення — 8301 особа (2020).

## Географія
Мистік-Айленд розташований за координатами 39°33′57″ пн. ш. 74°22′51″ зх. д. / 39.56583° пн. ш. 74.38083° зх. д. (39.565839, -74.380959).  За даними Бюро перепису населення США в 2010 році переписна місцевість мала площу 19,95 км², з яких 17,93 км² — суходіл та 2,01 км² — водойми.

## Демографія
Згідно з переписом 2010 року, у переписній місцевості мешкали 8493 особи в 3490 домогосподарствах у складі 2333 родин. Густота населення становила 426 осіб/км².  Було 5185 помешкань (260/км²).
Расовий склад населення:
| - 95,1 % — білих - 1,1 % — азіатів - 0,9 % — чорних або афроамериканців - 0,2 % — корінних американців - 1,5 % — осіб інших рас |

До двох чи більше рас належало 1,2 %. Частка іспаномовних становила 5,0 % від усіх жителів.
За віковим діапазоном населення розподілялося таким чином: 19,2 % — особи молодші 18 років, 58,3 % — особи у віці 18—64 років, 22,5 % — особи у віці 65 років та старші. Медіана віку мешканця становила 47,2 року. На 100 осіб жіночої статі у переписній місцевості припадало 93,6 чоловіків;  на 100 жінок у віці від 18 років та старших — 91,6 чоловіків також старших 18 років.
Середній дохід на одне домашнє господарство  становив 69 136 доларів США (медіана — 54 808), а середній дохід на одну сім'ю — 78 323 долари (медіана — 71 150). Медіана доходів становила 56 451 долар для чоловіків та 38 462 долари для жінок. За межею бідності перебувало 10,6 % осіб, у тому числі 23,1 % дітей у віці до 18 років та 6,5 % осіб у віці 65 років та старших.
Цивільне працевлаштоване населення становило 3308 осіб. Основні галузі зайнятості: освіта, охорона здоров'я та соціальна допомога — 26,1 %, роздрібна торгівля — 16,4 %, мистецтво, розваги та відпочинок — 12,3 %, будівництво — 8,9 %.